# 公庄镇
公庄镇，是中华人民共和国广东省惠州市博罗县下辖的一个乡镇级行政单位。

## 行政区划
公庄镇下辖以下地区：
獭子社区、桔子社区、蓝坪村、鹊楼村、黄陂村、大陂村、维新村、梅州围村、四家曾村、溪联村、溪口村、横岭村、南梅村、寨岗村、松园围村、陂头神村、南溪村、矮岗村、白沙岗村、坝子村、近石村、官山村、李洞村和荷树塘村。